# Anathallis trullilabia
Anathallis trullilabia är en orkidéart som först beskrevs av Guido Frederico João Pabst, och fick sitt nu gällande namn av Fábio de Barros. Anathallis trullilabia ingår i släktet Anathallis och familjen orkidéer. Inga underarter finns listade i Catalogue of Life.